# Rašelinné jezírko Rosička
Rašelinné jezírko Rosička este o arie protejată (arie specială de conservare — SAC, sit de importanță comunitară — SCI) din Republica Cehă întinsă pe o suprafață de 0,12 ha, integral pe uscat.

## Localizare
Centrul sitului Rašelinné jezírko Rosička este situat la coordonatele 49°14′31″N 15°30′48″E / 49.241944°N 15.513333°E.

## Înființare
Situl Rašelinné jezírko Rosička a fost declarat sit de importanță comunitară în aprilie 2005 pentru a proteja 1 specie de animale. Situl a fost protejat și ca arie specială de conservare în august 2012.

## Biodiversitate
Situată în ecoregiunea continentală, aria protejată nu include niciun habitat protejat.
La baza desemnării sitului se află o specie protejată de  amfibieni: triton cu creastă (Triturus cristatus).